# Кокша, Александр Михайлович
Александр Михайлович Кокша (род. 27 января 1990) — белорусский самбист и дзюдоист, чемпион и призёр чемпионатов Белоруссии по дзюдо, чемпион и призёр чемпионатов Европы и мира по самбо, призёр летней универсиады 2013 года в Казани.

## Биография
Выпускник средней школы № 1 города Дубровно. Прапорщик милиции, сотрудник минского ОМОНа. Тренируется под руководством тренера Леонида Сергеевича Рябцева.

## Спортивные результаты
- Первенство Белоруссии среди молодёжи по дзюдо 2011 года — ;
- Чемпионат Белоруссии по дзюдо 2012 года — ;
- Чемпионат Белоруссии по дзюдо 2013 года — ;
- Мемориал Михаила Бурдикова 2018 года (Кстово) — [3];